# Todesfall Rayshard Brooks
Der 27-jährige Afroamerikaner Rayshard Brooks wurde am 12. Juni 2020 in Atlanta im US-Bundesstaat Georgia von einem Polizisten erschossen. Er wurde auf dem Fahrersitz schlafend vorgefunden, während er mit seinem Auto in einem Drive-In stand und diesen versperrte. Nachdem er anfänglich mit den herbeigerufenen Polizisten kooperierte, beschlossen die Beamten ihn wegen Trunkenheit im Verkehr festzunehmen. Dabei widersetzte er sich und setzte auf der Flucht einen von den Polizisten entwendeten Taser gegen sie ein. Das Geschehen wurde durch die Körperkameras der beiden Polizeibeamten, die Überwachungskamera eines Schnellrestaurants sowie ein privates Handyvideo umfassend dokumentiert.
Die beiden an dem Einsatz beteiligten Polizisten wurden nach der Tötung Brooks wegen Mordes (Felony Murder) bzw. schwerer Körperverletzung angeklagt. Die Tötung erhielt durch die zeitliche Nähe zum Fall George Floyd enorme Aufmerksamkeit und führte zu Protesten gegen Polizeigewalt und Rassismus, die teilweise in Gewalt umschlugen. So wurde die Filiale der Schnellrestaurant-Kette Wendy’s, auf deren Parkplatz die Ereignisse stattfanden, in Brand gesetzt. Ein durch den Justizminister von Georgia ernannter Sonderermittler kam am 23. August 2022 zu dem Ergebnis, dass die von den Polizisten angewandte Gewalt gerechtfertigt gewesen sei und ließ die gegen sie erhobenen Vorwürfe fallen.

## Vorfall

### Beteiligte Personen
Rayshard Brooks, 27, war Vater von drei Töchtern im Alter von einem, zwei sowie acht Jahren. Brooks hatte außerdem einen 13-jährigen Stiefsohn. Er arbeitete in einem mexikanischen Restaurant. Zum Zeitpunkt seines Todes war Brooks seit acht Jahren mit seiner Frau Tomika Miller verheiratet. Im Jahr 2014 bekannte sich Brooks der Freiheitsberaubung („False Imprisonment“), Körperverletzung gegen einen Familienangehörigen („Simple Battery/Family“), Körperverletzung („Battery Simple“) und Kindesmisshandlung („Cruelty/Cruelty to Children“) für schuldig. Die Freiheitsberaubung wurde daraufhin mit einer Gefängnisstrafe von sieben Jahren sanktioniert (sechs davon ausgesetzt zur Bewährung) und die drei weiteren Delikte mit Bewährungsstrafen von jeweils einem Jahr. An seinem Todestag befand Brooks sich nach wie vor auf Bewährung und musste daher durch die Festnahme mit deren Widerruf und Gefängnis rechnen.
Garrett David Rolfe, 27, arbeitete zum Zeitpunkt des Vorfalles seit sieben Jahren für die Polizeibehörde von Atlanta. Rolfe gehörte zur High Intensity Traffic Team DUI task force, deren Aufgabe in der Kontrolle von Verkehrsteilnehmern auf Alkohol und Drogen liegt. Am 9. Januar 2020 hatte Rolfe ein Training zum Einsatz von unmittelbarem Zwang erhalten, am 24. April 2020 hatte er an einem Deeskalationstraining teilgenommen. Laut seiner Personalakte wurde während seiner Zeit als Polizist in zwölf Fällen mögliche Regelverstöße durch Rolfe geprüft. Dabei wurde er in neun Fällen entlastet, in drei Fällen wurde ein Regelverstoß mit einem Verweis sanktioniert. In zwei der sanktionierten Fälle ging es um Verkehrsunfälle.
Gegenstand des dritten sanktionierten Falls war eine Verfolgungsjagd im September 2016. Hier hatte Rolfe vom Beifahrersitz eines Streifenwagens aus mit seiner Dienstwaffe auf das verfolgte Fahrzeugs gezielt. Dies verstieß gegen eine Dienstanweisung, wonach nur auf Verdächtige gezielt werden darf, wenn auch der Einsatz der Waffe zulässig wäre. Rolfe begründete sein Handeln damit, dass er angesichts vorheriger Erfahrungen bei derartigen Fällen besorgt gewesen sei, dass die Insassen bewaffnet sein könnten. In dem verfolgten Fahrzeug, einem gestohlenen BMW, wurde nach der Aufgabe der beiden Tatverdächtigen später tatsächlich eine Schusswaffe sichergestellt. Rolfe gab bei dem Vorfall keine Schüsse ab. Als Konsequenz wurde ihm eine Nachschulung auferlegt.
Keinerlei Sanktionen zogen hingegen 2015 Schüsse von Rolfe auf den 40-jährigen Afroamerikaner Jackie Harris nach sich. Harris war in einem gestohlenen Truck unterwegs. Mit diesem soll er nach Polizeiangaben auf Beamte zugefahren sein und zwei Mal einen Streifenwagen gerammt haben. Nach Aussage seines Anwalts wurde Harris, der den Vorfall überlebte, von insgesamt fünf Schüssen getroffen. Drei davon stammten seinen Angaben zufolge aus Rolfes Waffe. Im Prozess gegen Jackie Harris bemerkte die Vorsitzende Richterin Doris Downs, dass im Polizeibericht nirgendwo die Schussabgabe durch die Polizeibeamten vermerkt war. Downs vermutete daraufhin eine Vertuschungsaktion und gab ihren Verdacht sowie Daten zu dem Fall an das Georgia Bureau of Investigation (GBI) weiter. Das GBI untersuchte den Fall jedoch nicht selbst, sondern delegierte ihn an die Polizei von Atlanta. Bezirksstaatsanwalt Paul Howard stufte die Schüsse fünf Jahre nach den Ereignissen als gerechtfertigt ein und verzichtete auf eine Strafverfolgung. Die Entscheidung erfolgte im Februar 2020 und damit wenige Monate vor den tödlichen Schüssen auf Rayshard Brooks, wegen denen Bezirksstaatsanwalt Howard sich zu einer Anklage gegen Rolfe entschloss.
Devin Brosnan arbeitet seit 2018 für die Polizei von Atlanta. Gegen ihn gab es während seiner Dienstzeit keine Disziplinarverfahren.

### Geschehen
Am 12. Juni 2020 wollte Rayshard Brooks das Schnellrestaurant Wendy's besuchen, war jedoch in dessen Drive-in in seinem Pkw eingeschlafen und blockierte diesen hierdurch. Nachdem Brooks nicht auf die Aufforderung reagierte, sein Auto umzustellen, verständigte eine Mitarbeiterin des Schnellrestaurants die Polizei. Daraufhin wurde der Polizeibeamte Devin Brosnan zu dem Schnellrestaurant entsandt. Brosnan fand Brooks schlafend in seinem Pkw vor, weckte ihn auf und wies ihn an, seinen Pkw umzuparken. Hierbei nahm Brosnan bei Brooks Alkoholgeruch wahr. Brosnan forderte daraufhin Unterstützung durch einen auf Trunkenheitskontrollen spezialisierten Beamten an. In der Folge begab sich der Polizeibeamte Garrett Rolfe vom für derartige Aufgaben zuständigen High Intensity Traffic Team auf den Parkplatz des Schnellrestaurants.
Nach seiner Ankunft befragte Rolfe Brooks zu möglichem Alkoholkonsum. Brooks war zunächst kooperativ und bot an, das Auto stehen zu lassen und zu Fuß nach Hause zu gehen. Er gab zu, Alkohol konsumiert zu haben, machte jedoch unklare Angaben über Art und Menge. Rolfe unterzog Brooks daraufhin einem Fahrtauglichkeitstest, bei welchem er Brooks diverse Übungen durchführen ließ. Brooks bestand den Test aus Sicht von Rolfe jedoch nicht, woraufhin er bei ihm einen Atemalkoholtest durchführte. Das Ergebnis des Tests lag bei 1,08 Promille und damit über dem zulässigen Wert von 0,8 Promille.
Rolfe informierte Brooks daraufhin, dass das Ergebnis für eine Teilnahme am Straßenverkehr zu hoch sei. Er forderte ihn auf, seine Hände auf den Rücken zu legen. Als Brooks dies getan hatte und Rolfe ihm Handschellen anlegen wollte, begann Brooks, Widerstand zu leisten. Dieser mündete in einem Kampf, bei dem Brooks und die Polizisten zu Boden gingen und Brooks Rolfe einen Faustschlag versetzte. Brooks wurde im Laufe des Kampfes angedroht, ihn mit einem Taser zu beschießen und aufgefordert, die Hände von diesem zu lassen. Brooks bemächtigte sich gleichwohl des Tasers von Brosnan, der mit dem Kopf auf den Boden aufgeprallt und in der Folge desorientiert war. Brooks gelang es, die beiden Beamten abzuschütteln und zu Fuß mit dem Taser zu flüchten.
Der Polizist Rolfe nahm daraufhin ebenfalls zu Fuß die Verfolgung auf. Während dieser wandte sich Brooks um, zielte mit dem Taser auf Rolfe und feuerte ihn ohne zu treffen ab. Rolfe gab anschließend aus seiner Dienstwaffe drei Schüsse auf Brooks ab, wodurch dieser zwei Mal in den Rücken getroffen wurde. Anschließend unternahm Rolfe an Brooks Wiederbelebungsmaßnahmen, bis die Rettungskräfte eintrafen.
Brooks verstarb später im Krankenhaus. Devin Brosnan wurde wegen Verletzungen aus dem vorangegangenen Kampf später in Krankenhaus behandelt, wobei eine Gehirnerschütterung festgestellt wurde.

## Reaktionen
Der gewaltsame Tod von Rayshard Brooks zog umfassende Reaktionen nach sich. Der Polizist Garrett Rolfe, der die tödlichen Schüsse abgegeben hatte, wurde aus dem Dienst entlassen, sein Kollege Devin Brosnan suspendiert. Am Tag nach den Schüssen erklärte Erika Shields, die Polizeichefin von Atlanta, ihren Rücktritt. Die demokratische Bürgermeisterin der Stadt, Keisha Lance Bottoms, bewertete den Einsatz von tödlicher Gewalt als nicht gerechtfertigt. Die Polizei veröffentlichte zudem Aufnahmen der Körperkameras der beiden Beamten sowie das Video einer Überwachungskamera des Schnellrestaurants.
Am Ort des Geschehens kam es kurze Zeit später zu spontanen Demonstrationen. Am 13. Juni wurde das Schnellrestaurant, auf dessen Parkplatz Brooks erschossen worden war, in Brand gesetzt. Demonstranten blockierten zudem wichtige Straßen der Stadt. Die Polizei nahm deswegen 36 Personen fest.
Der Anwalt der Familie von Rayshard Brooks erklärte nach den tödlichen Schüssen, dass Taser in Georgia als nichttödliche Waffen gelten und der polizeiliche Einsatz der Schusswaffe daher nicht gerechtfertigt gewesen sei. Außerdem kritisierte er, dass die beiden Polizisten zunächst Plastikhandschuhe angezogen und Patronenhülsen aufgesammelt hätten, was das Leisten von Erster Hilfe durch sie um zwei Minuten und sechzehn Sekunden verzögert habe.
Steven Gayno, der Vorsitzende der örtlichen Polizeigewerkschaft, erklärte, dass Rayshard Brooks bei seiner Festnahme Widerstand geleistet und eine Bedrohung dargestellt habe. In der Polizeiausbildung werde gelehrt, den Diebstahl des Tasers als tödliche Gefahr zu betrachten, weil ein Polizist hierdurch kampfunfähig gemacht und ihm anschließend die Dienstwaffe abgenommen werden könnte. Der Schusswaffengebrauch sei daher gerechtfertigt gewesen. Der Staatsanwalt dagegen, der Rolfe wegen Mordes anklagte, begründete die Anklage damit, dass der Taser, der nach den zwei Schüssen bereits leer war, keine Gefahr mehr darstellte. Die Georgia Law Enforcement Organization, ein Verein zur Unterstützung von Polizeibeamten, begann nach den tödlichen Schüssen eine Spendensammlung, um die Prozesskosten für die beschuldigten Beamten zu decken und erreicht nach kurzer Zeit eine Summe von 250.000 Dollar.

## Brandstiftung und Schießereien
Am 13. Juni 2020 setzten Randalierer die Filiale des Schnellrestaurants Wendy's, auf dessen Parkplatz Rayshard Brooks erschossen worden war, in Brand. Im Anschluss errichteten militante Aktivisten auf der nahe gelegenen University Avenue Barrikaden und patrouillierten mit Schusswaffen in dem Gebiet. Während afroamerikanische Fahrzeugführer die als Kontrollstellen genutzten Barrikaden passieren durften, wurden weiße Verkehrsteilnehmer zur Umkehr gezwungen. Die Polizei mied den Bereich. Am 4. Juli 2020 wurden aus einer Personengruppe Schüsse auf einen Pkw abgegeben, der zwischen den aufgestellten Barrikaden hindurch fahren wollte. Nach Schüssen durch insgesamt vier Schützen wurde das achtjährige afroamerikanische Mädchen Secoriea Turner tödlich verletzt. Einen Tag später wurden bei einer Schießerei in dem Areal ein 53-jähriger Mann getötet und zwei weitere Personen verletzt.
Am 6. Juli 2020 rückte die Polizei in das Gebiet rund um die niedergebrannte Wendy's-Filiale vor und räumte das dortige Protestlager. Nachdem in Atlanta über das Wochenende insgesamt 31 Menschen bei Schießereien verletzt und fünf getötet wurden, erklärte Gouverneur Brian Kemp zudem den Notstand. Die Maßnahme erlaubt dem Bundesstaat Georgia, die Nationalgarde zu mobilisieren und die Staatspolizei einzusetzen. Kemp kündigte die Entsendung von 1.000 Nationalgardisten nach Atlanta an. Diese sollen dort Einrichtungen des Bundesstaates wie das Kapitol und den Sitz des Gouverneurs sichern. Ziel ist, die Staatspolizei von Georgia von Bewachungsaufgaben zu entlasten und ihr die Unterstützung der Stadtpolizei von Atlanta durch Streifentätigkeit ermöglichen.
Am 14. Juli 2020 wurde die Ruine der Wendy's-Filiale abgerissen.

## Strafverfolgung

### Anklage und Inhaftierung
Am 17. Juni 2020 gab die Staatsanwaltschaft von Fulton County bekannt, den für die tödlichen Schüsse verantwortlichen Polizeibeamten Garrett Rolfe wegen eines Tötungsdeliktes anzuklagen. Bezirksstaatsanwalt Paul Howard erklärte, Rayshard Brooks scheine keine Gefahr für irgendjemanden dargestellt zu haben. Es sei unverständlich, warum die Situation bis zu Brooks Tod eskaliert sei. Howard kritisierte zudem, dass die Polizisten Brooks nicht darüber informiert hätten, dass er wegen Trunkenheit im Straßenverkehr festgenommen sei. Der Bezirksstaatsanwalt bemängelte des Weiteren, dass es mehr als zwei Minuten gedauert habe, bis die Beamten Erste Hilfe geleistet hätten. Rolfe habe Brooks sogar zunächst noch einen Tritt verpasst und Brosnan auf dessen Schulter gestanden. Wegen letzterem Vorwurf legt die Staatsanwaltschaft Brosnan gefährliche Körperverletzung zur Last.
Sowohl gegen Garret Rolfe als auch gegen Devin Brosnan wurden auf Antrag der Staatsanwaltschaft Haftbefehle erlassen. Beide stellten sich daraufhin den Behörden. Brosnan wurde gegen eine Kaution in Höhe von 50.000 Dollar wieder freigelassen. Garrett Rolfe wurde einige Zeit später eine Kaution in Höhe von 500.000 Dollar gewährt. Als weitere Auflagen wurden ihm das Tragen einer elektronischen Fußfessel, die Einhaltung einer Sperrstunde, die Abgabe seines Passes, der Nichtbesitz von Schusswaffen sowie das Vermeiden von Kontakt zu Polizisten, Zeugen und Angehörigen des Getöteten auferlegt. Rolfe wurde daraufhin am 1. Juli 2020 aus dem Gefängnis entlassen.

### Stellungnahmen der Strafverteidiger
Der Strafverteidiger von Garrett Rolfe äußerte in einer Stellungnahme, dass Rolfe einen Schuss gehört und vor sich einen Blitz gesehen habe. Daraufhin habe Rolfe um seine Sicherheit und die Sicherheit anderer Anwesender gefürchtet und mit seiner Dienstwaffe Schüsse auf Rayshard Brooks abgegeben. Im Anschluss habe Rolfe unmittelbar medizinische Unterstützung angefordert und Erste Hilfe geleistet. Der von der Staatsanwaltschaft erhobene Vorwurf, er habe Brooks getreten, treffe nicht zu. Das Verteidigerteam von Devin Brosnan bestritt, dass dieser auf Brooks’ Schulter gestanden habe. Vielmehr habe Brosnan zunächst nicht gewusst, wer geschossen habe, und den Arm von Brooks weniger als zehn Sekunden mit seinem Fuß niedergehalten, damit dieser nicht nach einer Waffe habe greifen können. Brosnan hätte niemals angeklagt werden dürfen.

### Anträge
Am 20. Juli 2020 beantragten die Anwälte des beschuldigten Ex-Polizisten Garrett Rolfe der Staatsanwaltschaft von Fulton County den Fall zu entziehen. Bezirksstaatsanwalt Paul Howard habe wiederholt aufwieglerische Äußerungen über Rolfe getätigt, sich widersprechende Aussagen über die Tödlichkeit von Tasern gemacht und stehe selbst im Fadenkreuz einer Untersuchung des Georgia Bureau of Investigation. Die Verteidiger warfen Howard vor, systematisch versucht zu haben, Rolfe eines fairen Verfahrens sowie einer unparteiischen Jury zu berauben.

### Übertragung an Sonderermittler und Verfahrenseinstellung
Bei der Wahl zum Bezirksstaatsanwalt von Fulton County im August 2020 wurde der mit Korruptionsvorwürfen konfrontierte und seit 1997 amtierende Amtsinhaber Paul Howard von seiner bisherigen Mitarbeiterin Fani Willis geschlagen. Fani Willis konnte eine Mehrheit von 73 Prozent der Wähler überzeugen und beantragte am 6. April 2021 von dem Fall entbunden zu werden, da sie als Zeugin in Betracht komme. Das Gericht entsprach diesem Antrag am 4. Juni 2021 und ordnete die Ernennung eines Sonderermittlers an. Chris Carr, Justizminister von Georgia, übertrug den Fall daraufhin einem Sonderermittler. Dieser entschied am 23. August 2022 den Fall nicht weiterzuverfolgen, da der Einsatz von Gewalt gerechtfertigt gewesen sei.